# Annenkoveiland
Annenkoveiland (Engels: Annenkov Island) is een onbewoond eiland in het zuiden van de Atlantische Oceaan. Het maakt deel uit van Zuid-Georgië en de Zuidelijke Sandwicheilanden, een overzees gebiedsdeel van het Verenigd Koninkrijk.

## Geografie
Annenkoveiland is ongeveer 6 km lang en heeft een grillige vorm. Het ligt 13 km ten zuiden van het eiland Zuid-Georgië. Het hoogste punt is Olstad Peak, 650 m boven zeeniveau.

## Geschiedenis
Annenkoveiland werd ontdekt in januari 1775 door James Cook. Hij noemde het eiland Pickersgilleiland, naar een luitenant op de Resolution, een van de schepen die deel uitmaakten van de expeditie, Richard Pickersgill.
In 1819 deed een Russische expeditie onder leiding van Fabian Gottlieb von Bellingshausen het eiland aan en dacht dat het nieuw ontdekt gebied was. Hij noemde het eiland eveneens naar een van zijn officieren, luitenant Michail Annenkov.
Tegenwoordig wordt de eilandengroep 24 km ten zuidoosten van Annenkoveiland de Pickersgilleilanden genoemd.

## Flora en fauna
Er is geen vegetatie op het eiland. Mede hierdoor is het een van de weinige rat-vrije eilanden van de archipel. Annenkoveiland is wel de broedplaats van zo’n 500 paren reuzenalbatrossen.